# Seznam podzemních drah (chronologický)
Toto je chronologicky uspořádaný seznam podzemních drah, od 19. století až po současnost.

## 19. století
- 10.01.1863  Londýn, Spojené království → Metro v Londýně
- 27.02.1869  Athény, Řecko → Metro v Athénách (v podzemí až od roku 1957)
- 17.01.1875  Istanbul, Turecko → Tünel
- 06.06.1892  Chicago, Spojené státy americké → Metro v Chicagu
- 11.04.1896  Budapešť, Maďarsko → Metro v Budapešti
- 14.12.1896  Glasgow, Spojené království → Metro v Glasgow
- 01.09.1897  Boston, Spojené státy americké → Metro v Bostonu
- 19.07.1900  Paříž, Francie → Metro v Paříži

## 20. století
- 15.02.1902  Berlín, Německo → U-Bahn v Berlíně
- 27.10.1904  New York, Spojené státy americké → Metro v New Yorku
- 25.02.1908  New York – New Jersey, Spojené státy americké → Port Authority Trans-Hudson
- 15.02.1912  Hamburk, Německo → Metro v Hamburku
- 01.12.1913  Buenos Aires, Argentina → Metro v Buenos Aires
- 17.12.1913  Cleveland, Spojené státy americké → Metro v Clevelandu
- 17.10.1919  Madrid, Španělsko → Metro v Madridu
- 30.12.1924  Barcelona, Španělsko → Metro v Barceloně
- 30.12.1927  Tokio, Japonsko → Metro v Tokiu
- 20.05.1933  Ósaka, Japonsko → Metro v Ósace
- 15.03.1935  Moskva, Rusko → Metro v Moskvě
- 01.10.1950  Stockholm, Švédsko → Metro ve Stockholmu (podzemní tramvaj již od 30.9.1933)
- 30.03.1954  Toronto, Kanada → Metro v Torontu
- 09.02.1955  Řím, Itálie → Metro v Římě
- 15.11.1955  Leningrad, Rusko → Metro v Petrohradu
- 15.11.1957  Nagoja, Japonsko → Metro v Nagoji
- 06.10.1959  Haifa, Izrael → Karmelit
- 29.12.1959  Lisabon, Portugalsko → Metro v Lisabonu
- 06.11.1960  Kyjev, Ukrajina → Metro v Kyjevě
- 01.11.1964  Milán, Itálie → Metro v Miláně
- 22.05.1966  Oslo, Norsko → Metro v Oslu
- 14.10.1966  Montreal, Kanada → Metro v Montréalu
- 11.12.1966  Tbilisi, Gruzie → Metro v Tbilisi
- 06.11.1967  Baku, Ázerbájdžán → Metro v Baku
- 04.10.1968  Frankfurt nad Mohanem, Německo → Metro ve Frankfurtu nad Mohanem
- 09.02.1968  Rotterdam, Nizozemsko → Metro v Rotterdamu
- 15.02.1969  Filadelfie, Spojené státy americké → Metro ve Filadelfii
- 04.09.1969  Ciudad de México, Mexiko → Metro v Ciudad de México
- 01.10.1969  Peking, Čína → Metro v Pekingu
- 19.10.1971  Mnichov, Německo → Metro v Mnichově
- 16.12.1971  Sapporo, Japonsko → Metro v Sapporu
- 01.03.1972  Norimberk, Německo → Metro v Norimberku
- 16.12.1972  Jokohama, Japonsko → Metro v Jokohamě
- 09.09.1973  Pchjongjang, Severní Korea → Metro v Pchjongjangu
- 09.05.1974  Praha, Česko → Metro v Praze
- 15.08.1974  Soul, Jižní Korea → Metro v Soulu
- 14.09.1974  São Paulo, Brazílie → Metro v São Paulu
- 23.08.1975  Charkov, Ukrajina → Metro v Charkově
- 15.09.1975  Santiago de Chile, Chile → Metro v Santiagu de Chile
- 27.03.1976  Washington, Spojené státy americké → Metro ve Washingtonu
- 21.06.1976  Charleroi, Belgie → Metro v Charleroi
- 20.09.1976  Brusel, Belgie → Metro v Bruselu
- 13.03.1977  Kóbe, Japonsko → Metro v Kóbe
- 14.10.1977  Amsterdam, Nizozemsko → Metro v Amsterdamu
- 06.11.1977  Taškent, Uzbekistán → Metro v Taškentu
- 26.11.1977  Marseille, Francie→ Metro v Marseille
- 25.02.1978  Vídeň, Rakousko → Metro ve Vídni (zkušební provoz od  8.5.1976)
- 02.05.1978  Lyon, Francie → Metro v Lyonu
- 05.03.1979  Rio de Janeiro, Brazílie → Metro v Riu de Janeiru
- 30.06.1979  Atlanta, Spojené státy americké → Metro v Atlantě
- 16.11.1979  Bukurešť, Rumunsko → Metro v Bukurešti
- 11.08.1980  Newcastle, Spojené království → Tyne and Wear Metro
- 07.03.1981  Jerevan, Arménie → Metro v Jerevanu
- 01.04.1981  Kjóto, Japonsko → Metro v Kjótu
- 26.07.1981  Fukuoka, Japonsko → Metro ve Fukuoce
- 02.08.1982  Helsinky, Finsko → Metro v Helsinkách
- 02.01.1983  Caracas, Venezuela → Metro v Caracasu
- 25.04.1983  Lille, Francie → Metro v Lille
- 21.11.1983  Baltimore, Spojené státy americké → Metro v Baltimore
- 20.05.1984  Miami, Spojené státy americké → Metro v Miami
- 30.06.1984  Minsk, Bělorusko → Metro v Minsku
- 24.10.1984  Kalkata, Indie → Metro v Kalkatě
- 01.12.1984  Manila, Filipíny → Metro v Manile
- 28.12.1984  Tchien-ťin, Čína → Metro v Tchien-ťinu
- 02.03.1985  Porto Alegre, Brazílie → Metro v Porto Alegre
- 11.03.1985  Recife, Brazílie → Metro v Recife
- 19.07.1985  Pusan, Japonsko → Metro v Pusanu
- 20.11.1985  Nižnij Novgorod, Rusko → Metro v Nižním Novgorodě
- 11.12.1985  Vancouver, Kanada → Metro ve Vancouveru
- 14.12.1985  Serfaus, Rakousko → Dorfbahn Serfaus
- 07.01.1986  Novosibirsk, Rusko → Metro v Novosibirsku
- 01.08.1986  Belo Horizonte, Brazílie → Metro v Belo Horizonte
- 15.07.1987  Sendai, Japonsko → Metro v Sendai
- 27.09.1987  Káhira, Egypt → Metro v Káhiře
- 07.11.1987  Singapur → Metro v Singapuru
- 26.12.1987  Samara, Rusko → Metro v Samaře
- 08.10.1988  Valencia, Španělsko → Metro ve Valencii
- 03.09.1989  Istanbul, Turecko → Metro v Istanbulu
- 28.04.1990  Lima, Peru → Metro v Limě
- 13.06.1990  Janov, Itálie → Metro v Janově
- 14.07.1990  Los Angeles, Spojené státy americké → Metro v Los Angeles
- 25.04.1991  Monterrey, Mexiko → Metro v Monterrey
- 27.04.1991  Jekatěrinburg, Rusko → Metro v Jekatěrinburgu
- 24.05.1991  Lausanne, Švýcarsko → Metro v Lausanne
- 28.03.1993  Neapol, Itálie → Metro v Neapoli
- 28.05.1993  Šanghaj, Čína → Metro v Šanghaji
- 26.06.1993  Toulouse, Francie → Metro v Toulouse
- 20.08.1994  Hirošima, Japonsko → Metro v Hirošimě
- 07.04.1995  Varšava, Polsko → Metro ve Varšavě
- 11.11.1995  Bilbao, Španělsko → Metro v Bilbau
- 30.11.1995  Medellín, Kolumbie → Metro v Medellínu
- 29.12.1995  Dnipro, Ukrajina → Metro v Dnipru
- 28.03.1996  Tchaj-pej, Tchaj-wan → Metro v Tchaj-peji
- 30.08.1996  Ankara, Turecko→ Metro v Ankaře
- 28.06.1997  Kanton, Čína → Metro v Kantonu
- 26.11.1997  Tegu, Jižní Korea → Metro v Tegu
- 28.01.1998  Sofie, Bulharsko →  Metro v Sofii
- 07.03.1999  Teherán, Írán →  Metro v Teheránu
- 27.06.1999  Catania, Itálie →  Metro v Katánii
- 06.10.1999  Inčchon, Jižní Korea → Metro v Inčchonu
- 22.04.2000  Smyrna, Turecko → Metro ve Smyrně

## 21. století
- 24.09.2001  Brasília, Brazílie → Metro v Brasílii
- 15.03.2002  Rennes, Francie → Metro v Rennes
- 24.04.2002  Bursa, Turecko → Metro v Burse
- 19.10.2002  Kodaň, Dánsko → Metro v Kodani
- 30.10.2002  Čchang-čchun, Čína → Metro v Čchang-čchunu
- 24.12.2002  Dillí, Indie → Metro v Dillí
- 01.05.2003  Ta-lien, Čína → Metro v Ta-lienu
- 28.04.2004  Kwangdžu, Jižní Korea → Metro v Kwangdžu
- 03.07.2004  Bangkok, Thajsko → Metro v Bangkoku
- 28.07.2004  Wu-chan, Čína → Metro ve Wu-chanu
- 17.12.2004  San Juan, Portoriko → Tren Urbano
- 28.12.2004  Šen-čen, Čína → Metro v Šen-čenu
- 18.06.2005  Čchung-čching, Čína → Metro v Čchung-čchingu
- 27.08.2005  Kazaň, Rusko → Metro v Kazani
- 03.09.2005  Nanking, Čína → Metro v Nankingu
- 23.11.2005  Valparaíso, Chile → Metro ve Valparaísu
- 04.02.2006  Turín, Itálie → Metro v Turíně
- 16.03.2006  Tedžon, Jižní Korea → Metro v Tedžonu
- 03.11.2006  Los Teques, Venezuela → Metro v Los Teques
- 25.11.2006  Maracaibo, Venezuela → Metro v Maracaibu
- 25.04.2007  Palma de Mallorca, Španělsko → Metro v Palmě de Mallorca
- 18.11.2007  Valencia, Venezuela → Metro ve Valencii
- 09.03.2008  Kao-siung, Tchaj-wan → Metro v Kao-siungu
- 30.01.2009  Santo Domingo, Dominikánská republika → Metro v Santo Domingu
- 18.03.2009  Adana, Turecko → Metro v Adaně
- 02.04.2009  Sevilla, Španělsko → Metro v Seville
- 09.09.2009  Dubaj, Spojené arabské emiráty → Metro v Dubaji
- 27.09.2010  Čcheng-tu, Čína → Metro v Čcheng-tu
- 27.09.2010  Šen-jang, Čína → Metro v Šen-jangu
- 03.11.2010  Fo-šan, Čína → Metro ve Fo-šanu
- 15.11.2010  Mekka, Saúdská Arábie → Metro v Mekce
- 12.03.2011  Mašhad, Írán → Metro v Mašhadu
- 16.09.2011  Si-an, Čína → Metro v Si-an
- 20.10.2011  Bengalúru, Indie → Metro v Bengalúru
- 01.11.2011  Alžír, Alžírsko → Metro v Alžíru
- 01.12.2011  Almaty, Kazachstán → Metro v Almaty
- 28.04.2012  Su-čou, Čína → Metro v Su-čou
- 28.06.2012  Kchun-ming, Čína → Metro v Kchun-mingu
- 24.11.2012  Chang-čou, Čína → Metro v Chang-čou
- 02.03.2013  Brescia, Itálie → Metro v Brescii
- 26.09.2013  Charbin, Čína → Metro v Charbinu
- 14.11.2013  Gurgaon, Indie → Metro v Gurgaonu
- 26.12.2013  Čeng-čou, Čína → Metro v Čeng-čou
- 06.04.2014  Panamá, Panama → Metro v Panamě
- 29.04.2014  Čchang-ša, Čína → Metro v Čchang-ša
- 30.05.2014  Ning-po, Čína → Metro v Ning-po
- 08.06.2014  Bombaj, Indie → Metro v Bombaji
- 11.06.2014  Salvador, Brazílie → Metro v Salvadoru
- 01.07.2014  Wu-si, Čína → Metro ve Wu-si
- 11.10.2014  Šíráz, Írán → Metro v Šíráz
- 03.06.2015  Džajpur, Indie → Metro v Džajpuru
- 29.06.2015  Čennaí, Indie → Metro v Čennaí
- 27.08.2015  Tabríz, Írán → Metro v Tabrízu
- 20.09.2015  Addis Abeba, Etiopie → Metro v Addis Abebě
- 15.10.2015  Isfahán, Írán → Metro v Isfahánu
- 16.12.2015  Čching-tao, Čína → Metro ve Čching-tao
- 26.12.2015  Nan-čchang, Čína → Metro v Nan-čchangu
- 18.05.2016  Fu-čou, Čína → Metro ve Fu-čou
- 27.05.2016  Tung-kuan, Čína → Metro v Tung-kuanu
- 28.06.2016  Nan-ning, Čína → Metro v Nan-ningu
- 26.12.2016  Che-fej, Čína → Metro v Che-feji
- 02.03.2017  Tchao-jüan, Tchaj-wan → Metro v Tchao-jüanu
- 17.06.2017  Kóčin, Indie → Metro v Kóčinu
- 27.06.2017  Š’-ťia-čuang, Čína → Metro v Š’-ťia-čuangu
- 05.09.2017  Lakhnaú, Čína → Metro v Lakhnaú
- 29.11.2017  Hajdarábád, Indie → Metro v Hajdarábádu
- 28.12.2017  Kuej-jang, Čína → Metro v Kuej-jangu
- 30.12.2017  Sia-men, Čína → Metro v Sia-menu
- 25.10.2018  Urumči, Čína → Metro v Urumči
- 23.01.2019  Wen-čou, Čína → Metro v Wen-čou
- 25.01.2019  Noida, Indie → Metro v Noidě
- 04.03.2019  Ahmadábád, Indie → Metro v Ahmadábádu
- 08.03.2019  Nágpur, Indie → Metro v Nágpuru
- 24.03.2019  Jakarta, Malajsie → Metro v Jakartě
- 01.04.2019  Ťi-nan, Čína → Metro v Ťi-nan
- 08.05.2019  Dauhá, Katar → Metro v Dauhá
- 26.05.2019  Sydney, Austrálie → Metro v Sydney
- 23.06.2019  Lan-čou, Čína → Metro v Lan-čou
- 21.09.2019  Čchang-čou, Čína → Metro v Čchang-čou
- 28.09.2019  Sü-čou, Čína → Metro v Sü-čou
- 29.12.2019  Chöch chot, Čína → Metro v Chöch chotu
- 25.10.2020  Láhaur, Pákistán → Metro v Láhauru
- 26.12.2020  Tchaj-jüan, Čína → Metro v Tchaj-jüanu
- 25.04.2021  Tchaj-čung, Tchaj-wan → Metro v Tchaj-čungu
- 28.06.2021  Šao-sing, Čína → Metro v Šao-singu
- 27.02.2023  Karadž, Írán → Metro v Karadži
- 01.12.2023  Quito, Ekvádor → Metro v Quitu
- 06.03.2024  Ágra, Indie → Metro v Ágře
- 30.11.2024  Soluň, Řecko → Metro v Soluni
- 01.12.2024  Rijád, Saúdská Arábie → Metro v Rijádu
- 22.12.2024  Ho Či Minovo Město, Vietnam → Metro v Ho Či Minově Městě